# Manuel de Jesus Pinto

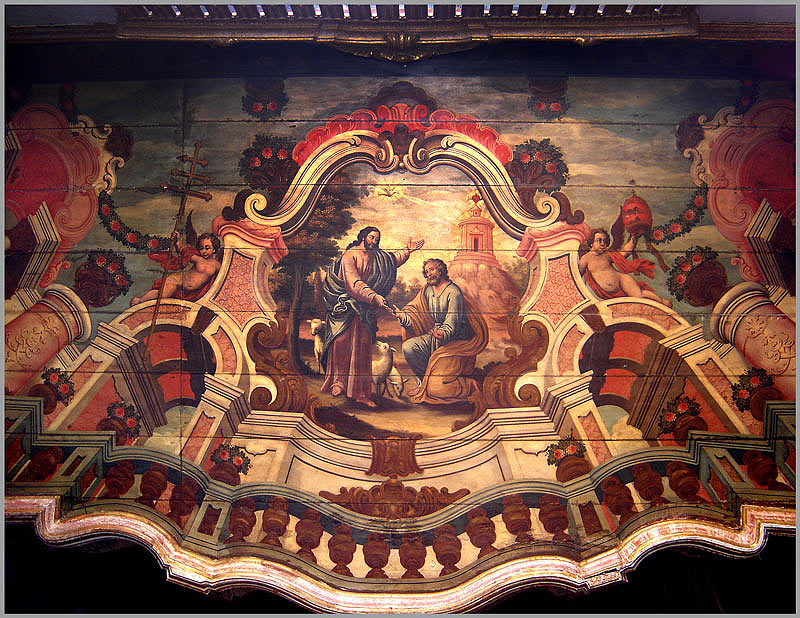
A fundação da Igreja, forro do nártex, Igreja de São Pedro dos Clérigos, Recife - PE.

Manuel de Jesus Pinto (?, século XVIII — Recife, c. 1817) foi um pintor e dourador brasileiro.
Hoje se acredita que fosse branco, embora já tenham existido controvérsias acerca de ter sido negro e escravizado. Em 11 de março de 1787 ingressou na Ordem Terceira do Carmo. Deixou obras importantes em diversas igrejas do Recife: o registro mais recuado de sua atuação em Pernambuco data de 1791, quando trabalhou como dourador na Matriz de Santo Antônio, e já no ano seguinte realizou o douramento e a pintura da sacristia da Igreja da Ordem Terceira de Nossa Senhora do Carmo. Em 1793 voltou a realizar trabalhos na Matriz de Santo Antônio. Entre 1797 e 1798 prestou serviços à Irmandade do Santíssimo Sacramento na Igreja do Corpo Santo. Em 1799 aparece nos registros da Ordem 3ª de São Francisco como responsável pelo douramento de sua capela e do arco-cruzeiro, ao mesmo tempo em que fazia retoques em uma imagem de Cristo na Igreja de Santa Cruz.
Entre 1804 e 1807 e 1809 e 1815 atuou como decorador e pintor na Igreja de São Pedro dos Clérigos. Possivelmente foi o autor da pintura no altar do consistório da Matriz de Santo Antônio, onde realizou diversos trabalhos entre 1804 e 1815. O último registro de sua atuação profissional data de 1815, na Ordem 3ª de São Francisco, onde pintou forros, portas e tribunas. Há registro também de serviços na Matriz da Boa Vista à mesma época, onde teria trabalhado na capela-mor.
Também lhe é atribuída a autoria do forro da nave do Convento de Santo Antônio, em João Pessoa, possivelmente executada entre 1795 e 1810.

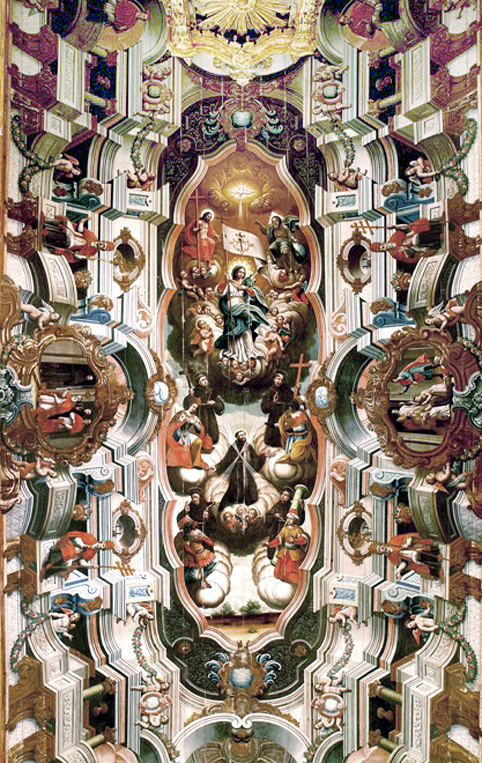
Glorificação dos Santos Franciscanos, c. 1795-1810, forro da nave da igreja do Convento de Santo Antônio, João Pessoa - PB.